# Durnholzer See
Der Durnholzer See (ital.: Lago di Valdurna) ist ein kleiner Bergsee am Talende des Durnholzer Tals in den Sarntaler Alpen in Südtirol. Der See hat die Form eines Dreiecks und ist 900 Meter lang und 350 Meter breit. Er wird durch Seebach und Großalmbach sowie einige Quellen am Seegrund gespeist, das Wasser fließt über den Durnholzer Bach ab, der in die Talfer mündet. Die Wassertemperatur des Sees ist für die Nutzung als Badesee zu kalt. Am Südende des Sees befindet sich der kleine Ortskern von Durnholz.
Der See wird als oligotroph eingestuft, enthält also wenig Nährstoffe und geringe organische Produktion. Aufgrund des geringen Pufferungsvermögens ist eine Versauerung des Wassers aufgrund von Niederschlägen nicht auszuschließen. Die beiden oberirdischen Zuflüsse gewährleisten einen hohen Wasseraustausch. Es gibt ausgedehnte Bestände von höheren Wasserpflanzen und Forellen.
Der See ist vermutlich durch eine Hangrutschung der nordwestlichen Talseite entstanden. Dadurch wurde der Durnholzer Bach gestaut. Für diese Entstehung spricht, dass der Seeabfluss hinter dem absperrenden Riegel des Sees ein ziemlich starkes Gefälle aufweist und durch Blockwerk und Felsbrocken talwärts fließt.